# Repomucenus olidus
Repomucenus olidus és una espècie de peix de la família dels cal·lionímids i de l'ordre dels perciformes.

## Hàbitat
És un peix de clima subtropical i demersal.

## Distribució geogràfica
Es troba a la Xina, Taiwan i Corea del Sud.

## Observacions
És inofensiu per als humans.